# Le Grand Raid (émission de télévision)
Pour les articles homonymes, voir Grand Raid (homonymie).
Le Grand Raid Le Cap Terre de Feu est un jeu télévisé produit par la Communauté des télévisions francophones et diffusé en 1984 sur Antenne 2 (France), RTBF1 (Belgique), la TSR (Suisse), Télévision de Radio-Canada (Canada), RTL Télévision (Luxembourg) et TMC (Monaco).
Cette émission a été réalisée à la suite du succès de La Course autour du monde.
(De 1988 à 1999, la Télévision de Radio-Canada a repris la formule avec La course des Amériques, Amérique Afrique, Europe Asie, et La Course destination monde mais seulement pour les participants du Canada dont la majorité venait du Québec. Les vainqueurs ont été engagés et ont fait carrière.)

## Principe de l'émission
Le but était de rallier deux « finisterres » emblématiques : le Cap de Bonne-Espérance (à l'extrême sud de l'Afrique) et le Cap Horn (à l'extrême sud de l'Amérique).
Cinq équipages de journalistes amateurs (un binôme par chaîne de télévision) avaient été sélectionnés. Chaque semaine, chaque équipage devait réaliser un film (documentaire ou de fiction) qui était présenté aux télespectateurs avant d'être noté par un jury de journalistes professionnels représentant les chaînes de télévision participantes.
Chaque binôme avait été doté d'une Citroën Visa conçue spécialement pour le raid (4 roues motrices, équipements divers).
Le périple a duré de novembre 1984 à juin 1985.

## Diffusion
Au Québec, l'émission a été diffusée sous le titre Raid Le Cap – Terre de Feu du 8 décembre 1984 au 6 juillet 1985 à Radio-Canada.

## Lauréats
- 1er L'équipe RTL (Luxembourg) : 3818 Points (Participants : Thierry Devillet, Serge Goriely et Philippe Raymakers)
- 2e L'équipe SRC (Canada) : 3785 Points (Participants : Robert Bourgoing et Francis Lévesque)
- 3e L'équipe TMC (Monaco) : 3751 Points (Participantes : Christine Demond et Guilène Merland)
- 4e L'équipe SSR (Suisse Romande) : 3682 Points (Participants : Alexandre Bochatay et Alain Margot)
- 5e L'équipe Antenne 2 (France) : 3658 Points (Participants : Laurent Chomel, Georges Siciliano et Roland Théron)

## Jury
Les membres du jury permanent représentant les chaînes de télévision étaient : 
- Sophie Hecquet (RTL Télévision)
- Bruno Albin (Antenne 2)
- Jean-Louis Boudou (Société Radio-Canada)
- José Sacré (TMC)
- Vincent Philippe (TSR)